# براندان نيلسون
براندان نيلسون (بالإنجليزية: Brendan Neilson)‏ هو لاعب اتحاد الرغبي نيوزيلندي، ولد في 5 أبريل 1978.